# Юдин, Юрий Адольфович
Юрий Адольфович Юдин (1926—2000) — советский и российский правовед, основатель так называемой «юридической африканистики», Заслуженный юрист Российской Федерации (1994), лауреат премии имени А. Ф. Кони (2000).

## Биография
Родился 9 сентября 1926 года в Москве, в семье юриста Адольфа Иосифовича Юдина (1896—1965), известного советского юриста.
В 1949 году — окончил Московский юридический институт, затем была учёба в аспирантуре этого института.
В 1953 году — защитил кандидатскую диссертацию, тема: «Политическая основа народно-демократического государства в странах Центральной и Юго-Восточной Европы».
В 1976 году — защитил докторскую диссертацию, тема: «Политические системы независимых стран Тропической Африки (государство и политические партии)».
С 1957 по 1958 годы — работал старшим редактором в редакции экономики, философии и права издательства МГУ.
С 1958 по 2000 годы — работал в Институте государства и права АН СССР, где прошел путь от младшего научного до главного научного сотрудника.
Умер 26 июня 2000 года.

## Научная деятельность
Сфера научных интересов: проблемы общей теории государства и права, конституционного права зарубежных стран.
Сформулировал ряд новых теоретических положений и выводов по таким проблемам, как социальная природа, роль и закономерности развития государства и политических партий стран Азии и Африки.
Внес весомый вклад в разработку проблем государственного устройства стран Африки и Арабского Востока.
Автор более 100 научных работ.

### Монографии
- «Политические системы независимых стран Тропической Африки» (М., 1975)
- «Правовое регулирование национальных отношений» (М., 1980)
- «Высшие органы государства в странах Тропической Африки (некоторые политико-правовые проблемы капиталистической ориентации)»
- Один из основных авторов и редакторов коллективной трехтомной монографии «Конституционное право развивающихся стран» (1987—1992 годы)

## Награды
- Заслуженный юрист Российской Федерации (18 июня 1994) — за заслуги в укреплении законности, успешную нормотворческую деятельность и многолетнюю добросовестную работу
- Премия имени А. Ф. Кони (2000) — за монографию «Политические партии и право в современном государстве»